# Kupferstecher (Käfer)

Kupferstecher (Zeichnung)

Befall von Jungfichten

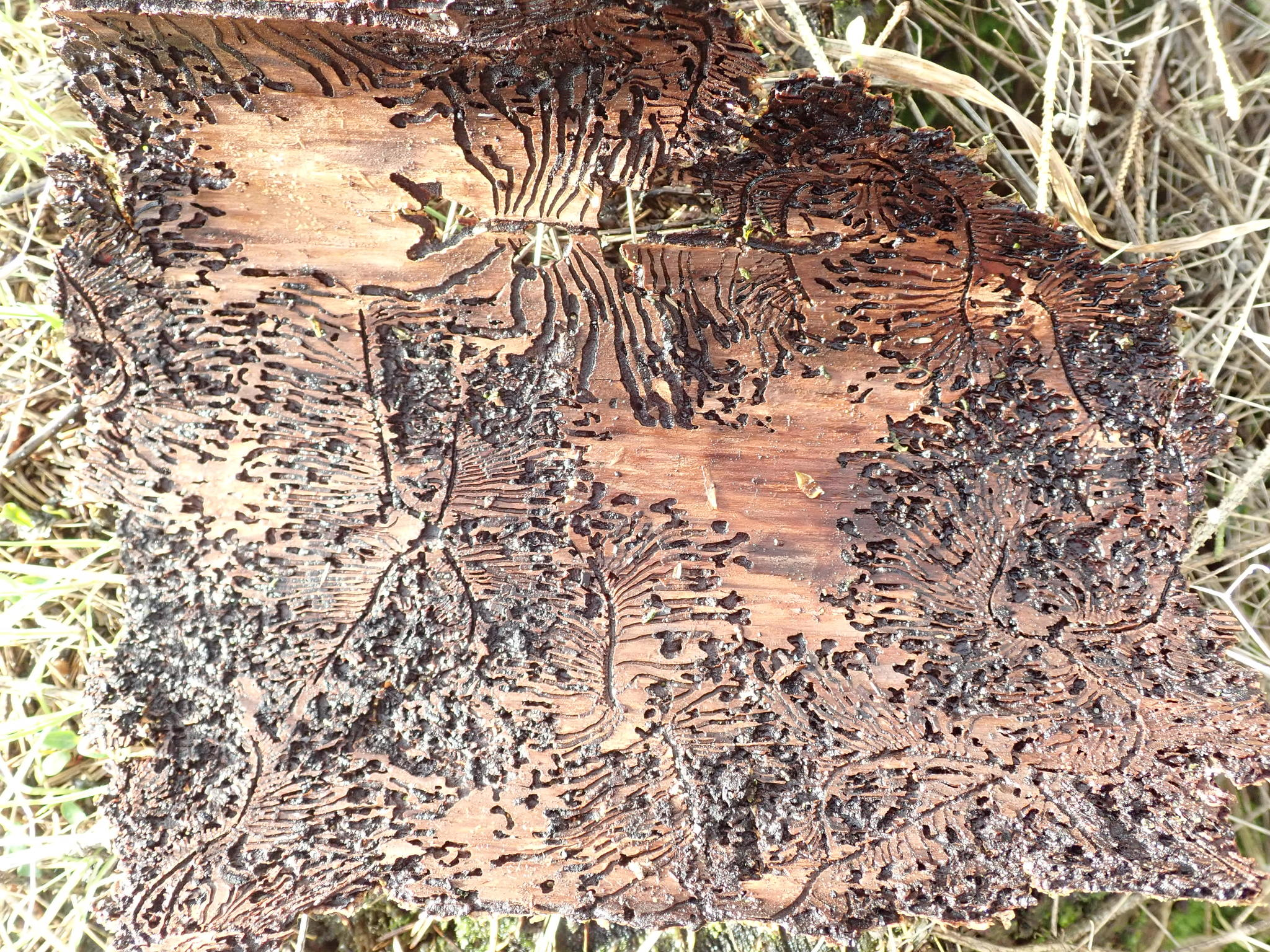
Fraßgänge

Triebe im Kronenbereich gekrümmt

Fortgeschrittener Befall

Der Kupferstecher (Pityogenes chalcographus), auch Gewöhnlicher Kupferstecher oder Sechszähniger Fichtenborkenkäfer genannt, ist ein Rüsselkäfer aus der Unterfamilie der Borkenkäfer (Scolytinae). Da er seine Brutsysteme in der Rinde der Wirtsbäume anlegt, wird er den Rindenbrütern zugerechnet.

## Merkmale
Die Käfer werden 1,6 bis 2,9 Millimeter lang und haben einen braunschwarzen, zylinderförmigen Körper. Frisch geschlüpfte Tiere sind hell gefärbt. Der Halsschild ist länger als breit, vorne mit einem feinen Höckerkranz versehen, gleichmäßig gewölbt, mit einer punktierten Basis versehen und verdeckt von oben gesehen den Kopf. Es trägt einen glänzenden Mittelkiel und hat seitlich glänzende Flächen. Die Halsschildbasis ist ungerandet. Sie hat hinten eine glatte, flache Längsschwiele. Der Spitzenrand der Flügeldecken ist, von unten gesehen, einfach, unmittelbar das Abdomen umfassend. Die Flügeldecken sind parallel, an der Basis und den Rändern schwärzlich, ansonsten rotbraun gefärbt und glänzend, die Punktreihen sind schwach ausgebildet, seitlich vor dem Ende sehr undeutlich. Der Absturz beginnt in der Mitte der Flügeldecke und verläuft schräg nach unten. Das Abdomen bleibt ab dem zweiten Sternit zum Ende hin gerade. Das dritte Tarsenglied ist zylindrisch geformt. Die Fühler sind gelb, die Beine sind braun, wobei die Tarsen heller gefärbt sind.
Männliche und weibliche Imagines unterscheiden sich voneinander (Sexualdimorphismus). Beim Männchen besitzen die Flügeldecken am Absturz je drei große Kegelzähne (sind beim Betrachten mit einer Lupe deutlich sichtbar) und die Stirn hat kleine Höckerchen. Bei den Weibchen besitzt die Stirn eine Grube, am Absturz sind nur je drei kleine Höckerchen zu finden.

## Verbreitung
Die Art ist in Europa und Asien bis in den hohen Norden verbreitet. Auf den Britischen Inseln sind sie selten. Man findet sie in Nadelwäldern vom Flachland bis ins Gebirge, aber auch in Parks.

## Lebensweise
Der Kupferstecher kommt an Fichten (Picea) und gelegentlich an Douglasie (Pseudotsuge menziesii), Sibirischer Lärche (Larix sibirica), Europäischer Lärche (Larix decidua), Kiefern (Pinus), Weiß-Tanne (Abies alba) und Sibirischer Tanne (Abies sibirica) vor. Er besiedelt die Rinde der Bäume und ernährt sich vom Bast- und Rindengewebe. Bevorzugt werden junge Bäume, die durch Wind oder Schnee geschädigt sind. Ältere Bäume werden in den oberen Stammteilen und den Zweigen mit dünnerer Rinde besiedelt.
Das Fraßbild weist eine meist in der Rinde verborgene Rammelkammer auf, von der sternförmig drei bis sechs Muttergänge abgehen. Diese sind etwa sechs Zentimeter lang und einen Millimeter breit. Die zahlreichen, dicht beieinander liegenden Larvengänge sind zwei bis vier Zentimeter lang. Durch die starke Besiedlung entstehen oft verwirrende Fraßbilder, die entfernt Kupferstichen ähneln, daher der Name.
Die Tiere sind polygam. Es können alle Stadien des Käfers im Brutbild unter der Rinde überwintern. Der Kupferstecher fliegt meist etwas später als der Buchdrucker (Ips typographus). Es werden pro Jahr ein bis maximal zwei vollständige Generationen gebildet, wobei die Flugzeit im April/Mai und von Juli bis August, selten auch bis September ist. Bei Auftreten am Stamm in Konkurrenz mit dem Buchdrucker beschränkt sich der Befall meist auf den dünnrindigen Stammteil (Brutraumkonkurrenz). Bedingt durch seine Körpergröße kann sich der Käfer hier Bruträume erschließen, die dem Buchdrucker verwehrt sind. In Übergangsbereichen können beide Arten nebeneinander vorkommen. Die Käfer senden Chalcogran (2-Ethyl-1,6-dioxaspiro[4.4]nonan) und 1-Hexanol als Aggregationspheromone aus.

## Wirtschaftliche Bedeutung

### Befall
Die Gründe für einen starken Befall durch den Kupferstecher können lang anhaltende, hohe Temperaturen über 20 °C, ein starker Schadholzanteil unter anderem durch Windwurf, Befall durch den Buchdrucker oder vorgeschädigte oder sonst geschwächte Wirtspflanzen sein. Wie der Buchdrucker befällt auch der Kupferstecher stehende Fichten. Aber auch in am Boden liegenden Ästen und Baumkronen kann der Borkenkäfer erfolgreich brüten.

### Schadbild
Der Befall ist an sehr kleinen Einbohrlöchern erkennbar. Weitere Anzeichen sind Braun- und Rotfärbungen der Baumkrone und Verlust der Nadeln. In diesem Stadium sind die Jungkäfer bereits ausgeflogen. Am meisten gefährdet sind Fichten im Stangenholzalter, bei hoher Populationsdichte werden auch frisch gesetzte Jungfichten befallen, die in weiterer Folge absterben. Zuwachsverluste und Folgeschäden treten durch absterbende Äste, Baumkronen oder Einzelbäume auf, die Pilzinfektionen und andere rinden- und holzbrütende Arten anziehen können. An jungen Bäumen ist die Art Primärschädling, bei alten ist sie vergesellschaftet mit anderen Arten der Unterfamilie.

### Vorbeugung
Im Gegensatz zum Buchdrucker ist beim Kupferstecher die Kontrolle mittels Bohrmehl kaum möglich. So wird der Befall meist zu spät erkannt. Es empfiehlt sich, befallene Baumbestände so schnell wie möglich aufzuarbeiten, regelmäßige Kontrolle in den Sommermonaten durchzuführen und Ast- und Kronenmaterial zu vernichten. Da durch natürliche Ereignisse immer brutfähiges Material vorhanden ist, ist die beste Vorbeugung, die als Wirtsbäume geeigneten Arten nur in dem ihnen zustehenden natürlichen Verbreitungsgebiet in Mischwaldform anzubauen. Selbst dort ist mit (dann geringeren) Schäden zu rechnen. Außerhalb ihres natürlichen Verbreitungsgebietes sind die Wirtsbäume hochgradig gefährdet, wenn sie nicht unter optimalen Bedingungen wachsen können. Dies ist etwa bei Fichten der Fall, die unter 600 m Höhe angebaut werden.

## Synonyme
Aus der Literatur sind für Pityogenes chalcographus folgende Synonyme bekannt:
- Dermestes chalcographus Linnaeus, 1761
- Ips spinosus De Geer, 1775
- Scolytus sexdentatus Olivier, 1795
- Bostrichus xylographus Sahlberg, 1836
- Bostrichus bicolor Chevrolat, 1838